# Liste de jeux Psikyo
Cette liste de jeux Psikyo répertorie les jeux vidéo édités ou développés par l'entreprise Psikyo,,.

## En arcade
- Sengoku Ace Brieuc Baron (戦国エース, Samurai Aces?) (1993)
- Gunbird (1994)
- Strikers 1945 (1995)
- Tengai (戦国ブレード, Sengoku Blade?, sous-titré : Sengoku Ace Episode II[4]) (1997)
- Strikers 1945 II (1997)
- Sol Divide (1997)
- Zero Gunner (1997)
- Space Bomber (1998)
- Gun Bird 2 (1998)
- Pilot Kids (1999)
- Strikers 1945 Plus (1999)
- Strikers 1999 (1999)
- Dragon Blaze (2000)
- Zero Gunner 2 (2001)
- Gunbarich (2001)

## Sur consoles

### Sega Dreamcast
- Gunbird 2 (2000)
- Zero Gunner 2 (2001)

### Sega Saturn
- Gunbird (1995)
- Sengoku Blade (1996)
- Strikers 1945 (1996)
- Strikers 1945 II (1998)

### Sony PlayStation
- Gunbird (1995)
- Strikers 1945 (1996)
- Sol Divide (1998)
- Strikers 1945 II (1998)

### Sony PlayStation 2
- Cho Aniki: Sei Naru Protein Densetsu (2003)
- Gunbird 1 & 2 (2004)
- Psikyo Shooting Collection Vol. 1: Strikers 1945 I & II (2004)
- Psikyo Shooting Collection Vol. 2: Sengoku Ace & Sengoku Blade (2004)
- Psikyo Shooting Collection Vol. 3: Sol Divide & Dragon Blaze (2004)
- Dragon Blaze (2006)
- Samurai Aces (2006)
- Sol Divide (2006)
- Tengai (戦国ブレード, Sengoku Blade?, sous-titré : Sengoku Ace Episode II) (2006)

### Sony PSP
- Sengoku Ace Episode 3 (2005)
- Strikers 1945 Plus (2009)